# Ficus aripuanensis
Ficus aripuanensis är en mullbärsväxtart som beskrevs av C. C. Berg och F. Kooy. Ficus aripuanensis ingår i släktet fikonsläktet, och familjen mullbärsväxter. Inga underarter finns listade i Catalogue of Life.